# Liste der politischen Parteien im Irak
Die Liste der politischen Parteien im Irak umfasst alle derzeitigen irakischen Parteien. 

## Im Parlament vertretene Parteien und Wahlbündnisse
- Irakische Nationalbewegung
- Rechtsstaat-Koalition
- Irakische Nationalallianz
- Kurdistan-Liste
- Gorran
- Irakische Eintracht
- Islamische Union Kurdistan
- Irakische Einheit
- Islamische Gemeinschaft in Kurdistan

## Andere Parteien
- Volksunion (Irak)
  - Irakische Kommunistische Partei
- Assyrische Demokratische Bewegung
- Kurdische Kommunistische Partei
- Irakische Islamische Wertepartei
- Arbeiterkommunistische Partei von Irak
- Linke Arbeiterkommunistische Partei von Irak
- Irakischer Nationalkongress
- Versammlung der Unabhängigen Demokraten
- Nationale Demokratische Partei (Irak)
- Grüne Partei Iraks
- Irakische Demokratische Union
- Islamische Faili-Gruppierung im Irak
- Assyrische Patriotische Partei
- Partei für eine politische Lösung in Kurdistan
- Turkmenenfront des Irak
- Unabhängige Partei der Arbeiter Kurdistans
- Turkmenische Volkspartei
- Islamische Bewegung in Kurdistan
- Irakische Islamische Partei

## Historische Parteien
- Nationale Progressive Front (Irak)
- Kurdische Revolutionäre Partei